# Tontelea petiolata
Tontelea petiolata là một loài thực vật có hoa trong họ Dây gối. Loài này được (A.C. Sm.) Mennega miêu tả khoa học đầu tiên năm 1992.